# قدرت‌الله صالحی
قدرت‌الله صالحی(زادهٔ ۱۳۳۱ – درگذشتهٔ ۱۳ فروردین ۱۳۹۹) بازیگر سینما و تلویزیون اهل ایران بود.
نقش‌آفرینی در سریال‌های خانه‌ای در تاریکی، ولایت عشق بخشی از کارنامه تلویزیونی او است. از فیلم‌های سینمایی این بازیگر می‌توان به سراب و مزرعه پدری اشاره کرد.
نخستین بار وی در تلویزیون حضور یافته و سال ۱۳۷۳ در مجموعه تلویزیونی حکایتی و حکمتی بازی کرده‌است. موفقیت این اثر نسبت به آثار شاخص بعدیش مانند  مجموعه تلویزیونی دردسرهای عظیم ۲، بیشتر نبود، اما تجربه خوبی برای قدرت‌الله صالحی محسوب می‌شود. وی همچنین در  مجموعه تلویزیونی ستایش (فصل اول) در نقش دوست حاج آقا نادری به هنرنمایی پرداخت.

## فیلم‌شناسی

### سینما
- داش‌آکل (۱۳۹۶)
- مزرعه پدری (۱۳۸۲)
- دیوانه‌ای از قفس پرید (۱۳۸۱)
- سمفونی تاریک (۱۳۷۹)
- بزرگ خیلی بزرگ (۱۳۷۵)
- علی و غول جنگل (۱۳۶۹)
- سراب (۱۳۶۵)

### تلویزیون
- حکایتی و حکمتی
- ولایت عشق
- زمانه
- برادر
- دردسرهای عظیم ۲